# Battaglia di The Cedars
La battaglia di The Cedars (dal francese, Les Cèdres; dove cèdre è il nome di una specie appartenente al genere Tuia) fu una serie di scontri militari nelle prime fasi della rivoluzione americana, durante l'invasione del Canada iniziata nel settembre 1775. Le schermaglie, che coinvolsero un numero limitato di combattenti, si svolse nel maggio del 1776, nei pressi di Les Cèdres, a ovest di Montréal, in Québec. Le truppe dell'Esercito continentale, con il supporto di miliziani canadesi, si opposero ad un numero ridotto di truppe britanniche, poste alla guida di un consistente numero di nativi, principalmente irochesi, e miliziani leali alla Corona inglese.
Il generale statunitense Benedict Arnold, comandante della guarnigione di Montreal, aveva posizionato un distaccamento delle sue forze presso Les Cèdres nell'aprile 1776, dopo aver ricevuto notizie di preparativi britannici e indiani a ovest della città. La guarnigione cadde si arrese il 19 maggio, dopo un confronto con una forza combinata di britannici e irochesi, guidati dal capitano George Forster. I rinforzi americani furono catturati presso Les Cèdres dopo una breve schermaglia il 20 maggio. Questi uomini furono poi liberati, in seguito a una negoziazione tra Forster ed Arnold, il quale stava radunando una consistente forza nella regione. I termini dell'accordo prevedevano che un numero uguale di prigionieri britannici in mani americane fossero liberati ma ciò non avvenne dopo che il Secondo Congresso Continentale si rifiutò di accettare questi termini.

## Antefatti
Les Cèdres si trova lungo la sponda settentrionale del fiume San Lorenzo, circa 45 km dal centro dell'odierna Montreal, a sud-ovest dell'Isola di Montreal, da cui è separata dal fiume Ottawa. Le vicine rapide del San Lorenzo resero Les Cèdres un punto d'attracco strategico per coloro che navigavano lungo il fiume. L'attraversamento dell'Ottawa veniva effettuato tra Fort Anne e Quinze-Chênes, l'odierna Vaudreuil.

### Montreal
Nel settembre 1775, ad inizio rivoluzione, un'armata dell'Esercito Continentale, inizialmente sotto il comando del generale Philip Schuyler e in seguito del generale Richard Montgomery, invasero la provincia britannica del Québec. La città di Montréal fu presa senza combattere il 13 novembre, in seguito all'assedio di Fort St. Jean. Montgomery vi lasciò una guarnigione al comando del generale David Wooster e si diresse con il resto degli uomini verso Québec. L'occupazione di Montréal fu gestita male e le relazioni tra gli americani e la popolazione, inclusa la parte pro-rivoluzione, furono deteriorate per diverse ragioni. Uno dei fattori fondamentali fu l'interdizione americana al commercio con i nativi nell'alto San Lorenzo e verso i Grandi Laghi, poiché il commercio avrebbe potuto favorire le guarnigioni inglesi. Il commercio di pellicce inoltre era importante per l'economia della città e la sua assenza influenzò negativamente sia i rivoluzionari che i lealisti.

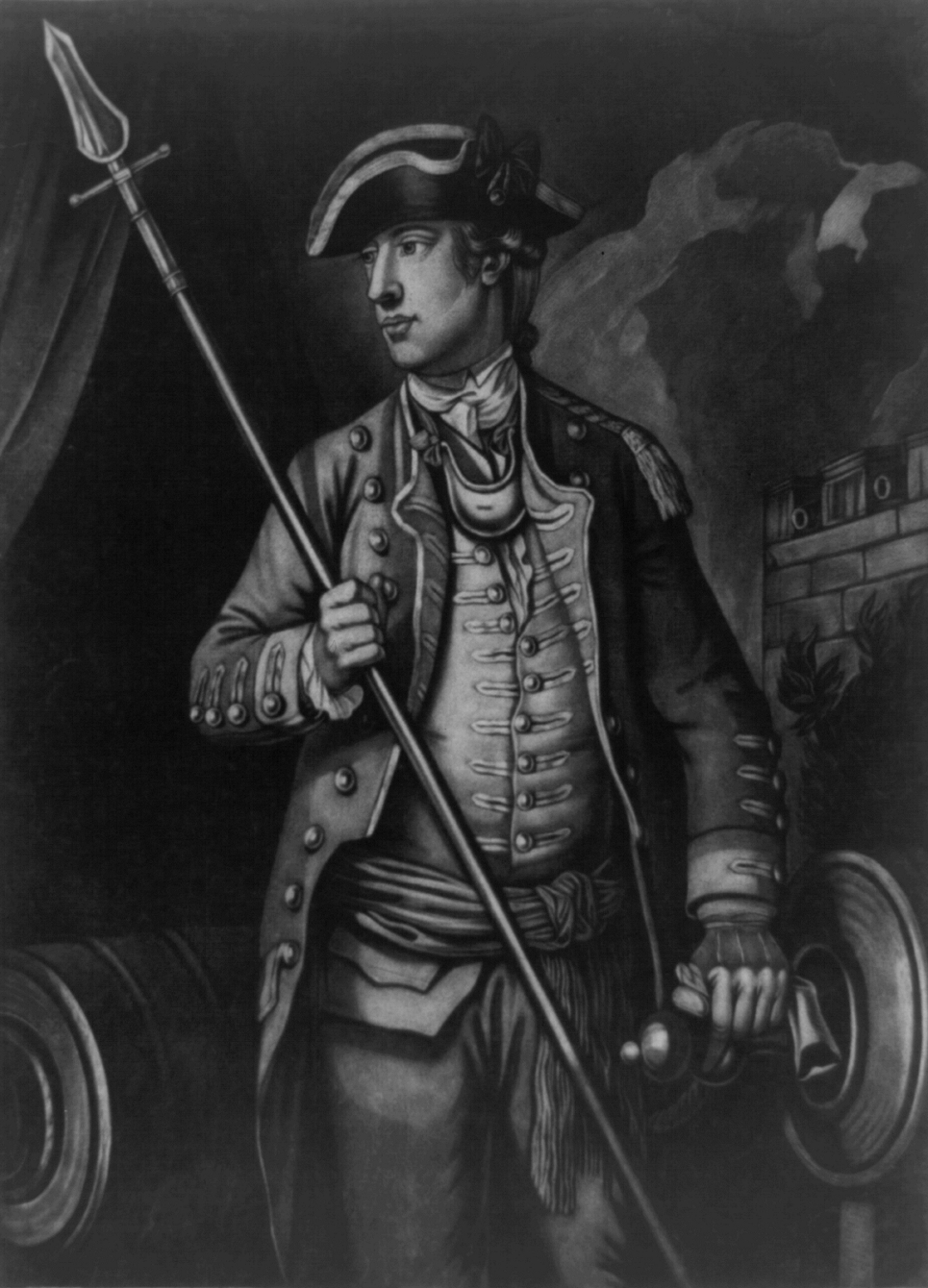
Il generale David Wooster

In seguito alle perdite americane nella battaglia di Québec alla fine del 1775, Wooster guidò i rinforzi a Québec. Arrivò ad inizio aprile 1776 e il comando militare a Montreal passò temporaneamente al colonnello Moses Hazen prima di finire al generale Benedict Arnold, che era stato il comandante a Québec. Le forze americane che occupavano la città erano di circa 500 uomini, con unità di supporto fuori città. Wooster riportò inoltre al generale Schuyler che già da prima del 5 marzo vi erano voci relative a movimenti di truppe britanniche e indiane a ovest della città. In risposta a queste allarmanti notizie, oltre alla partenza non autorizzata di mercanti di pelliccia e da Montreal di Claude de Lorimier, un agente indigeno-britannico, Hazen aveva inviato 400 uomini comandati dal colonnello Timothy Bedel per occupare la posizione strategica di Les Cèdres nei primi di aprile. Il tenente Isaac Butterfield guidò un'avanguardia che arrivò a Les Cèdres il 26 aprile dove gli uomini cominciarono a costruire un forte in legno, dove posizionarono due cannoni da quattro libbre. Bedel e il resto del distaccamento arrivarono il 6 maggio.

### Chiamata alle armi britannica
L'agente indiano Lorimier viaggiò verso ovest diretto a Oswegatchie, dove una compagnia dell'8º Reggimento Fanti britannico, sotto il comando di George Forster, occupò Fort de La Présentation. Lorimier propose di reclutare un'unità di indiani e lanciare un attacco alle forze americane a Montreal giungendo da ovest. Quando Forster accettò, Lorimier andò a Saint Regis, dove reclutò 100 mohawk da Akwesasne. La notizia del reclutamento degli indiani spinse gli americani a fortificare Les Cèdres.
A Fort Niagara, ad inizio maggio, il capitano lealista John Butler tenne un incontro con diverse centinaia di uomini delle tribù indiane, in particolare delle Sei Nazioni degli irochesi, con lo scopo di rompere la neutralità che alcuni di loro stabilirono nel 1775. Butler, un esperto agente indiano-britannico, fece uso di liquori e racconti di guerra, convincendo più di 50 guerrieri seneca, cayuga e onondaga ad unirsi alla causa britannica, oltre ad altri uomini delle tribù più occidentali. Gli storici sono incerti se tutti questi arruolati parteciparono all'azione, tuttavia sembrerebbe improbabile. Stanley (1973) ritiene che la partecipazione degli indiani fu limitata a quelli reclutati da Lorimier che, per reclutare uomini, andò oltre la tribù Gananoque, in Ontario. Lanctot (1967) e Smith (1907) non identificano specificamente le tribù che parteciparono alla battaglia.
James Stanley Goddard, uno dei mercanti di pelliccia che partì con Lorimier, viaggiò più a ovest in un ultimo tentativo senza successo di aizzare le tribù indiane contro gli americani occupanti il Québec. Raggiunse Fort Michilimackinac in giugno, dove il comandante britannico, il capitano Arent DePeyster, lo inviò a reclutare uomini tra i Menominee e i Winnebago, vicini al forte. DePeyster inviò inoltre Joseph Ainsse, un interprete, per reclutare altri indiani nei dintorni del forte. Nessuno degli indiani reclutati da questi uomini raggiunse Montreal se non dopo molto che gli americani se ne erano già andati dalla città.

## Preludio
Una volta che le forze si radunarono a Oswegatchie, Lorimier si accordo con un sacerdote simpatizzante presso Les Cèdres per approvvigionare le truppe. Con l'aiuto di alcuni fanti inglesi, colpì strategicamente diverse imbarcazioni, chiamate bateaux, vicino al punto dove il San Lorenzo poteva essere attraversato.
Forster lasciò Osegatchie il 12 maggio con circa 40 soldati, 10 miliziani canadesi e 160 irochesi. Il 14 maggio, si unirono altri 44 irochesi e più a ovest de Lago Saint Francis. Il giorno 17 dello stesso mese, Forster ricevette rapporti dagli esploratori sulle forze avversarie a Les Cèdres. Gli indiani erano consci del numero dei soldati, tuttavia le notizie della ritirata americana dalla città di Québec li incoraggiò ad agire.
Il 15 maggio, il colonnello Bedel lasciò Les Cèdres, lasciando il tenente Butterfield in comando al forte. Bedel in seguito affermò che la ragione della sua partenza era per incontrarsi con gli indiani Caughnawaga. Alla corte marziale, i giudici conclusero che questa affermazione era sospetta. Bedel tornò a Montreal e riportò che una forza di 150 soldati britannici dell'8º Reggimento Fanti e circa 500 irochesi, comandati dal capitano Forster, stavano avvicinandosi. A queste notizie, John Paterson inviò il maggiore Henry Sherburne con 140 uomini verso Les Cèdres. Il generale Arnold, che si stava incontrando con il comando dell'Esercito Continentale in ritirata, all'epoca a Sorel, tornò a Montreal quando lo raggiunse la notizia e cominciò subito ad organizzare una forza di soccorso.

## Battaglia

### Les Cèdres

La mappa mostra i movimenti delle truppe. I britannici in rosso, gli americani in blu.

La forza di Forster sbarcò vicino al forte occupato dagli americani, il 18 maggio, ed inviò subito una richiesta i resa. Butterfield rispose con chiedendo di potersi ritirare con le armi na Forster rifiutò. Le due parti quindi si scontrarono in battaglia e durante gli scontri Forster ricevette la notizia che Sherburne aveva attraversato il fiume Ottawa dall'Isola di Montreal, presso Quinze-Chênes e, credendo che Les Cèdres fosse già caduta, si ritirò oltre il fiume. Queste stesse notizie spinsero gli assedianti a raddoppiare gli sforzi il giorno seguente. Altri uomini giunsero e si unirono alle schiere britanniche per un totale di 40 canadesi, al comando di Jean-Baptiste Testard de Montigny; Forster ordinò quindi loro di attaccare e logorare Sherburne. Poco dopo giunse notizia che Sherburne aveva ripreso l'avanzata; Butterfield, non sapendo ciò, consegnò il forte. I termini della resa includevano la garanzia che gli uomini catturati sarebbero stati trattati civilmente. Gli irochesi saccheggiarono le risorse del forte e presero ad alcuni dei prigionieri oggetti personali e a volte di valore.

### Quinze-Chênes
Sherburne raggiunse Fort Anne, attraversando il fiume Ottawa da Quinze-Chênes, il 17 maggio. Un esploratore inviato oltre il fiume il giorno seguente venne catturato da Lorimier. All'esploratore venne concesso di far sapere a Sherburne della sua cattura e il suo messaggio includeva l'informazione che 500 indiani avevano circondato il forte a Les Cèdres. Di conseguenza, Sherburne decise di ritardare l'attraversamento del fiume e inviò a Montreal una richiesta di ulteriore assistenza.
Sherburne decise di avanzare il 20 maggio. Alcuni dei suoi uomini soffrivano apparentemente dei postumi del vaiolo e furono perciò lascianti indietro. Sherburne sbarcò circa 100 uomini a Quinze-Chênes, a circa 16 km da Les Cèdres. Quando la notizia dell'attraversamento raggiunse Forster, questi ordino a Lorimier di prendere 100 indiani e di fermare Sherburne. Lorimier era inizialmente in grado di far muovere 40 uomini ma, lungo il tragitto, furono raggiunti da altri 40 guerrieri. Sherburne, non sapendo che Butterfield si era già arreso, marciò con i suoi uomini a destra della forza di Lorimier. Combatterono per circa 40 minuti prima che Sherburne, credendo di essere attaccato da una forza più consistente, si arrese. Gli irochesi considerarono questi prigionieri come bottino di guerra poiché, in quel momento, loro stessi non erano parte della guarnigione del forte, preparandosi ad ucciderne qualcuno come rappresaglia per i loro compagni morti. Solo l'intervento di Forster, che pagò un riscatto, impedì la carneficina; ciò non impedì però agli indiani di togliere tutto ai prigionieri eccetto gli indumenti intimi.

### Il soccorso di Arnold

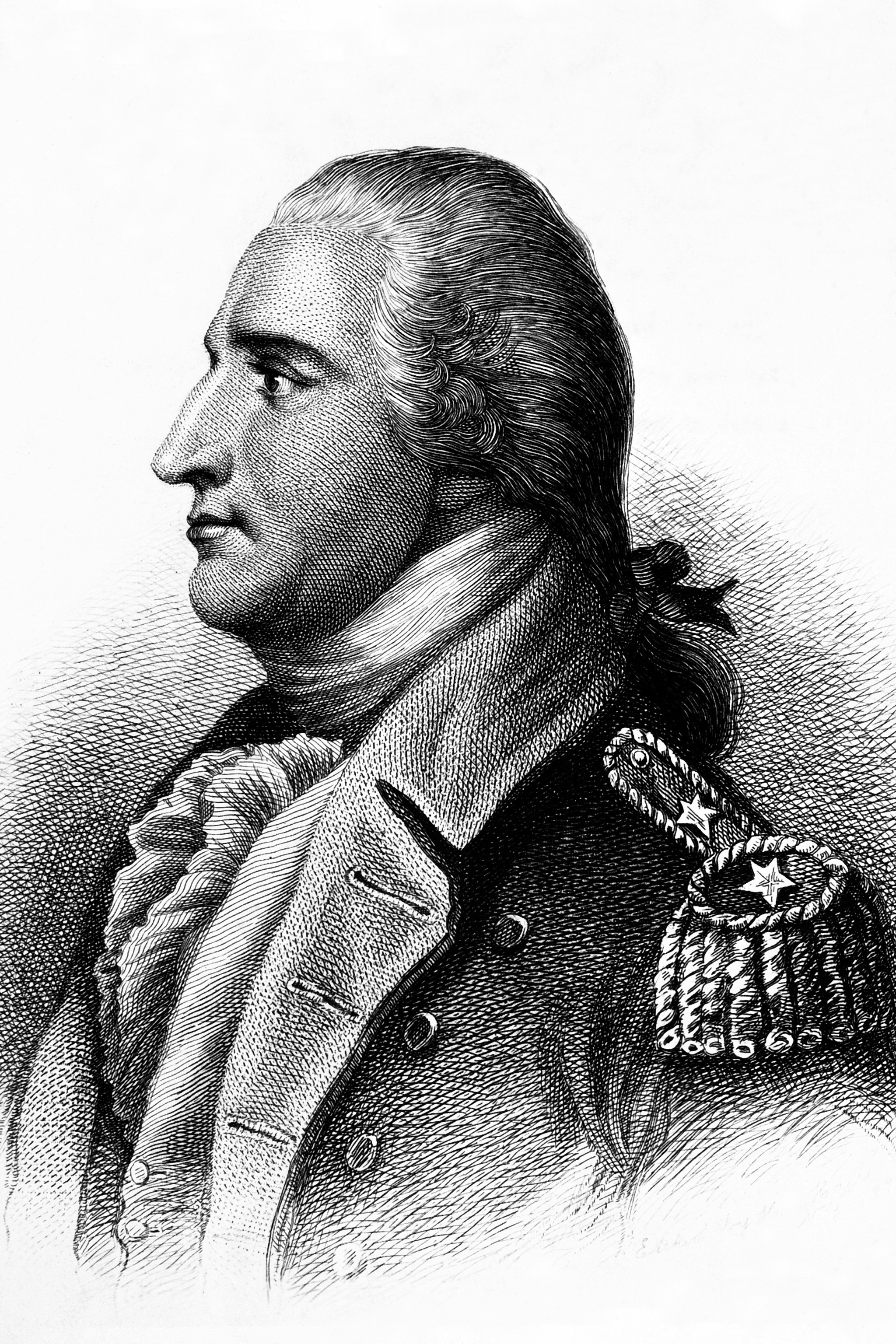
Benedict Arnold

In seguito ai suoi successi, Forster spostò le sue forze, inclusi tutti i prigionieri, a Quinze-Chênes, dove nel frattempo si erano radunati diversi miliziani lealisti. Lasciando lì alcuni prigionieri, avanzo il 23 maggio verso Fort Senneville, una fortificazione posizionata all'estremità sudovest dell'isola di Montreal, tenuta da Montigny. Nel frattempo, il generale Arnold radunò la maggior parte delle poche forze rimanenti a Montreal e inviò una richiesta a tutti gli avamposti circostanti di inviare altre truppe. Per il 24 maggio, il generale si era trincerato a Lachine, a sud della città, assieme a 450 uomini. Forster cominciò ad avanzare su Lachine ma decise di ritirarsi a Quinze-Chênes quando i suoi esploratori lo informarono sulla postazione di Arnold. Ricevette inoltre informazioni da Montreal che la forza le truppe di Arnold sarebbero state massicciamente rinforzate, con rapporti che indicavano un totale di 1 500 - 2 000 uomini, molti di più in realtà di quanti Arnold potesse disporre in tutta l'area circostante.
Una volta che gli esploratori riferirono della ritirata di Forster, Arnold diede il via all'azione. Raggiunse Fort Senneville, che aveva già dato alle fiamme, il 26 maggio, quando gli uomini di Forster stavano ancora sbarcando a Quinze-Chênes. Arnold decise di inviare un gruppo di Caughnaeagas, alleati degli americani, con la richiesta di rilascio dei prigionieri in mani inglesi e con la minaccia che avrebbe distrutto i villaggi indiani nell'area se uno solo dei prigionieri era ferito. Forster rispose che avrebbe permesso agli indiani di uccidere i prigionieri se Arnold avesse attaccato. Arnold tentò quindi di attraversare il fiume Ottawa con alcuni dei suoi uomini ma Forster usò i cannoni catturati a Les Cèdres per respingere gli americani.

Movementi dopo la battaglia:
A,B: Manovra britannica verso Fort Senneville, 20-23 maggio;
C: Ritirata britannica 24-25 maggio;
D,E: Avanzata americana verso l'attraversamento del fiume Ottawa, 26 maggio

Arnold diresse un consiglio di guerra con i suoi ufficiali in modo da considerare le varie opzioni. Il comandante voleva organizzare un attacco a sorpresa la mattina seguente; Hazen, che aveva acquisito diversa esperienza combattendo gli indiani nella guerra franco-indiana, si oppose a quest'idea. Il confronto tra i due fu così duro che per poco Arnold non accusò Hazen di insubordinazione. Il consiglio decise di non agire, respingendo la proposta del comandante. All'alba del 27 maggio, un'imbarcazione attraversò il fiume portando a bordo il maggiore Sherburne e il vice di Forster, il tenente Parke. Forster, le cui forze si erano ridotte poiché alcuni degli indiani erano tornati a casa, aveva negoziato uno scambio di prigionieri con Sherburne e Butterfield. Dopo ulteriori negoziati, sia Arnold che Forster accettarono i termini. I prigionieri americani furono fatti tornare da Arnold, a Fort Anne, il 30 maggio, dopo essere stati bloccati per due giorni sulle sponde del fiume a causa di forti venti.

## Conseguenze
Gli americani non mantennero mai la loro parte dell'accordo. Ufficialmente ripudiando l'accordo dopo le proteste di George Washington, il Secondo Congresso Continentale accusò Forster di aver trattato male i prigionieri in mani inglesi, avendoli consegnati agli indiani. Contro l'etichetta, la lettera di ripudio fu consegnata al generale John Burgoyne invece che al comandante in capo britannico e governatore della provincia, Guy Carleton. La decisione del Congresso potrebbe essere stata presa dopo aver sentito delle testimonianze sulla battaglia, come quella di Charles Carroll che riferì di cento o più soldati americani uccisi barbaramente dai selvaggi. Il rapporto di Arnold accusava infondatamente i britannici dell'uccisione di due prigionieri da parte degli indiani al comando di Forster. Alcuni racconti dell'accaduto, come quello del 1882 di Jones, includono testimonianze di atrocità commesse dagli indiani ma poche prove a sostegno sono state trovate. Il ripudio del Congresso complicò un tentativo di scambio di prigionieri nel 1781 che coinvolse Burgoyne ed Henry Laurens, un membro del Congresso della Carolina del Sud, che i britannici imprigionarono nella Torre di Londra; Laurens fu infine liberato in cambio della promessa di agevolare il rilascio di Lord Cornwallis.
Inizialmente Arnold accusò Bedel della sconfitta. Rimosse quindi dai loro incarichi sia Bedel stesso che Butterfield e li inviò a Sorel per affrontare la corte marziale. A causa della ritirata dell'esercito, i due non furono processati prima del 1º agosto 1776 a Fort Ticonderoga, dove furono condannati e degradati. Bedel continuò a servire l'Esercito Continentale come volontario e, in seguito alla resa del generale britannico Burgoyne a Sarartoga nell'ottobre 1777, ricevette un nuovo incarico dal Congresso.